# Cimitero di St. Marx
Il cimitero di St. Marx (Sankt Marxer Friedhof) è un complesso cimiteriale storico di Vienna, del distretto di Landstraße, utilizzato dal 1784 al 1874.

## Storia
Il suo nome deriva da un vicino ospizio di carità. Il cimitero, uno dei pochissimi in stile Biedermeier ad essersi conservato fino ai giorni nostri, venne aperto, insieme ad altri quattro cimiteri comunali (l'Hundsturmer Friedhof, il Matzleinsdorfer Friedhof, lo Schmelzer Friedhof e il Währinger Friedhof) in risposta ad un decreto emanato nell'agosto 1784 dall'imperatore Giuseppe II d'Asburgo-Lorena (Josephinische Begräbnisordnung). Il sovrano, per ragioni igienico-sanitarie, impose la chiusura dei vecchi cimiteri ubicati nell'area urbana e vietò ulteriori sepolture nelle chiese e nei monasteri all'interno delle mura della città. Egli ordinò anche che, nei nuovi cimiteri, i corpi fossero sepolti in anonime fosse comuni, senza bara e non imbalsamati, chiusi dentro sacchi di lino e ricoperti di calce viva: ciò allo scopo di favorirne una più rapida decomposizione. Tuttavia, tali disposizioni non entrarono mai pienamente in vigore a Vienna, in quanto le autorità cittadine si rifiutarono di approvarle a causa dell'opposizione della popolazione e del clero cittadino: essi avevano ancora fresco il ricordo delle fosse comuni scavate e riempite durante l'ultima epidemia di peste che flagellò Vienna, nel 1713. In conseguenza di ciò, Giuseppe II corresse il regolamento, revocando l'obbligo e lasciando solo una "raccomandazione". Ciononostante, un "sistema di classi" a tre livelli (una terminologia convenzionale, non una designazione ufficiale) continuò ad essere sostanzialmente seguito: esso dettava la tipologia di cerimonia funebre (e, in una certa misura, le modalità di sepoltura) per i cittadini austriaci in misura proporzionale allo status sociale ed economico di essi al momento della morte, mediante la previsione di fasce di prezzo differenziate.
1. In cima all'ideale "gerarchia" si trovava la "prima classe" (con costi pari a circa 110 fiorini), in genere rivolta ai nobili o comunque a personalità di grande rilevanza pubblica all'interno della comunità e particolarmente abbienti.
2. La "seconda classe" (i cui costi si aggiravano sui 40 fiorini) era di norma riservata ai soggetti mediamente benestanti che potevano permettersi, attraverso un lascito testamentario, una donazione o altra fonte di reddito, un rito funebre meno pomposo ma comunque rispettabile.
3. Infine, vi era la "terza classe", prescelta per la sua estrema semplicità dalla maggior parte dei civili, essendo quella che prevedeva il minore esborso di denaro (poco più di 8 fiorini).

Nella Vienna della fine del XVIII secolo, quindi, la pratica standard di tumulazione per gli appartenenti alle classi sociali a medio reddito consisteva nell'inumare i defunti in tombe “a pozzo” - di solito prive di lapidi o di altri marcatori identificativi, sebbene fosse possibile affiggere targhe commemorative sul muro perimetrale del cimitero - ognuna capace di accogliere al massimo sei salme e solitamente destinata ad essere svuotata e nuovamente rioccupata trascorsi dieci anni. Al contrario, i membri dell'aristocrazia e dell'alta borghesia viennese potevano permettersi sepolture in tombe individuali o di famiglia, che in non pochi casi si presentavano riccamente decorate.
Pertanto, va sfatato il falso mito che vorrebbe Wolfgang Amadeus Mozart seppellito in una fossa comune per indigenti: in realtà, la sua sepoltura, avvenuta il 6 o il 7 dicembre 1791 dopo un sobrio funerale di "terza classe" nella Stephansdom (del costo di 8 fiorini e 56 kreutzer), si svolse come quella di molti altri cittadini viennesi nella sua medesima posizione sociale, secondo le regole in vigore al tempo. Il cadavere di Mozart fu, infatti, sigillato in una cassa di legno e inumato nel terreno, in un tumulo non contrassegnato da alcun cippo o croce, insieme ad altre quattro o cinque salme (c.d. common grave): un procedimento erroneamente associato alle vere e proprie fosse comuni come oggi intese (c.d. mass grave o potter's field). Peraltro, non è da escludere che tale sepoltura fosse stata scelta dallo stesso compositore, in ossequio alle proposte razionaliste dell’imperatore Giuseppe II (che fu il suo più importante sostenitore) ed ai principi illuministici cui aveva improntato la sua formazione culturale ed artistica, che lo avrebbero indotto a disprezzare e rifiutare le cerimonie eccessivamente sontuose e sfarzose (che, per giunta, avrebbero sottratto risorse all'eredità in favore della consorte Constanze e dei due figli superstiti Carl Thomas e Franz Xaver Wolfgang).
Dalla metà del XIX secolo, a causa dell'esplosione demografica di Vienna, i cimiteri comunali divennero rapidamente saturi, motivo per cui si decise di costruire il Zentralfriedhof (Cimitero Centrale di Vienna), ufficialmente inaugurato il 1º novembre 1874, con la contestuale dismissione dei cinque cimiteri comunali. A quel tempo, il Sankt Marxer Friedhof aveva raggiunto - dopo diversi ampliamenti - una superficie di oltre 60.000 m², con più di 8.000 sepolture. Sebbene occasionalmente venissero ancora eseguite inumazioni anche dopo il 1874, specialmente in tombe di famiglia già esistenti, a partire dagli anni '80 dell'Ottocento si iniziò con il riesumare le salme dei più illustri defunti dal cimitero di St. Marx, ai fini del loro trasferimento nel nuovo cimitero centrale, poiché lì furono creati gruppi di tombe d'onore per aumentare l'attrattiva della nuova "città dei morti".
Il Sankt Marxer Friedhof è stato successivamente abbandonato a se stesso e lasciato nella più totale incuria. Secondo una decisione del Consiglio comunale di Vienna del 1922, i cinque ex cimiteri comunali dovevano essere definitivamente soppressi e trasformati in aree verdi, con l'eliminazione di tutti i monumenti funerari. Tuttavia, si optò per la conservazione del solo cimitero di St. Marx, in considerazione del suo elevato valore storico-artistico. Dopo una ristrutturazione e risistemazione dell'intero cimitero, esso fu riaperto alla popolazione viennese nell'ottobre 1937 come parco pubblico.
Nel 1945, durante l'offensiva di Vienna, il Sankt Marxer Friedhof fu teatro di scontri tra l'Armata Rossa e un reparto delle SS, e parti dell'area furono gravemente danneggiate dai bombardamenti dei mesi precedenti. A partire dal 1957, a seguito dell'ampliamento della rete stradale ed autostradale e dell'adozione di nuovi piani di lottizzazione, la superficie dell'ex cimitero subì una notevole riduzione, finendo con l'assumere l'attuale pianta rettangolare.

## Sepolture illustri
Nel Sankt Marxer Friedhof sono state sepolte, o lo sono tuttora, svariate personalità di spicco. Alcune di loro erano originariamente sepolte nei vecchi cimiteri suburbani e sono state trasferite qui dopo la loro chiusura nel 1784. Altre, dopo la dismissione del cimitero di St. Marx, sono state successivamente traslate in tombe d'onore presso il nuovo cimitero centrale di Vienna o presso altri cimiteri.
- Johann Georg Albrechtsberger
- Philipp von Cobenzl
- Moritz Michael Daffinger (salma traslata al Zentralfriedhof)
- Anton Diabelli
- Franz Joseph von Dietrichstein
- Georg Rafael Donner
- Peter Fendi (salma traslata al Zentralfriedhof)
- Ernst von Feuchtersleben (salma traslata al Zentralfriedhof)
- Anna Gottlieb
- Anton Hasenhut
- Vuk Stefanović Karadžić (salma traslata presso la Cattedrale di San Michele Arcangelo, Belgrado)
- Ján Kollár (salma traslata al cimitero di Olšany, Praga)
- Joseph Kornhäusel (salma traslata al Zentralfriedhof)
- Johann Natterer
- Luigi Negrelli (salma traslata al Zentralfriedhof)
- Elias Parish Alvars
- Franz Pfeiffer
- Ida Pfeiffer (salma traslata al Zentralfriedhof)
- Maximilian Stadler
- Josef Strauss (salma traslata al Zentralfriedhof)
- Nannette Streicher (salma traslata al Zentralfriedhof)
- Franz Xaver Süßmayr
- Michael Thonet (salma traslata al Zentralfriedhof)
- Alessandro Ypsilanti (salma traslata presso il Pedion tou Areos, Atene)

Indubbiamente, la personalità più nota sepolta nel cimitero è Wolfgang Amadeus Mozart. Diciassette anni dopo la sua morte, la vedova Constanze Weber non fu in grado di trovare la tomba comune in cui esso fu sepolto, e non vi riuscì neppure Vincent Novello nel 1829. Solo nel 1855, un anno prima del centenario della nascita di Mozart, venne avviata da parte del Comune di Vienna un'indagine ufficiale, al fine di rinvenire e contrassegnare la posizione più esatta possibile della tomba del compositore salisburghese. Dopo la valutazione delle testimonianze di varie persone e un'ispezione del cimitero, nel 1859 fu presa la decisione di porre una lapide funeraria nell'area della terza e quarta fila di tombe a pozzo - sul lato sinistro della monumentale croce che sorge al centro del sentiero principale del cimitero - dove si supponeva che le spoglie di Mozart si trovassero "con la massima probabilità". Nel 1891, in occasione del centesimo anniversario della morte di Mozart, tale lapide venne trasferita allo Zentralfriedhof e collocata nell'area riservata ai musicisti e compositori famosi, come Ludwig van Beethoven, Franz Schubert, Johannes Brahms e gli Strauss. Il custode del cimitero di St. Marx provvide a sostituirla con una nuova lapide commemorativa, successivamente ampliata da altri usando i resti di altri monumenti funebri.
L’attuale cenotafio di Mozart, da ultimo restaurato nel 2005, è sormontato dalla statua di un angelo piangente appoggiato ad una colonna semispezzata, a simboleggiare la morte prematura del compositore.